# Anna Morawska
Anna Morawska z d. Żelazny, ps. Maria Garnysz (ur. 24 stycznia 1922, zm. 19 sierpnia 1972) – polska publicystka katolicka, tłumaczka.

## Życiorys
Absolwentka Uniwersytetu Jagiellońskiego w Krakowie, debiutowała jako publicystka w „Tygodniku Powszechnym” w 1954, początkowo związana była z PAX-em, który opuściła razem z tzw. secesjonistami w 1956. W 1957 publikowała w „Za i przeciw”. Od 1958 do śmierci jedna z najważniejszych autorek „Więzi”, publikowała również w „Znaku” i „Tygodniku Powszechnym”. Uczestniczyła w wielu międzynarodowych spotkaniach intelektualistów chrześcijańskich, m.in. w konferencjach Światowej Rady Kościołów w Genewie i Uppsali (1966 i 1968), kongresie Pax Romana (1966).
W swojej publicystyce i reportażach przybliżała jako jedna z pierwszych w Polsce sylwetki Pierre Teilharda de Chardina, Dietricha Bonhoeffera, Karla Rahnera, Paula Tillicha, czy Wspólnotę Taizé. Publikowała artykuły na temat reform Soboru Watykańskiego II, chrześcijaństwa na innych kontynentach, hinduizmu. Była zaangażowana w dialog ekumeniczny oraz polsko-niemiecki.
Jest autorką dwóch książek: Perspektywy. Kościół a współczesność, wyd. SIW Znak, Biblioteka Więzi, Warszawa 1962 i Chrześcijanin w Trzeciej Rzeszy, wyd. SIW Znak, Biblioteka Więzi, Warszawa 1970 (była to pierwsza w Polsce biografią D. Bonhoeffera). Dokonała także wyboru tekstów D. Bonhoeffera, wyd. SIW Znak, Biblioteka Więzi, wyd. Warszawa 1970. Jej publicystyka została zebrana w tomie Spotkania, wyd. SIW Znak, Biblioteka Więzi, Warszawa 1975.
Żona Stefana Morawskiego (w latach 1949-1952) i matka Ewy Morawskiej. Była też bliską przyjaciółką Hanny Malewskiej. Zmarła przedwcześnie na raka płuc.

## Publikacje
- Perspektywy. Katolicyzm a współczesność. SIW Znak, Więź, Warszawa 1963.
- Spór o uczciwość wobec Boga. Wybór tekstów. Biblioteka Więźi, 1966.
- Wybór pism. Dietrich Bonhoeffer. Biblioteka Więźi, Znak, Warszawa-Kraków 1970.
- Dietrich Bonhoeffer. Chrześcijanin w Trzeciej Rzeszy. SIW, Znak, Więź, Warszawa 1970.